# Oratorio di San Giulio

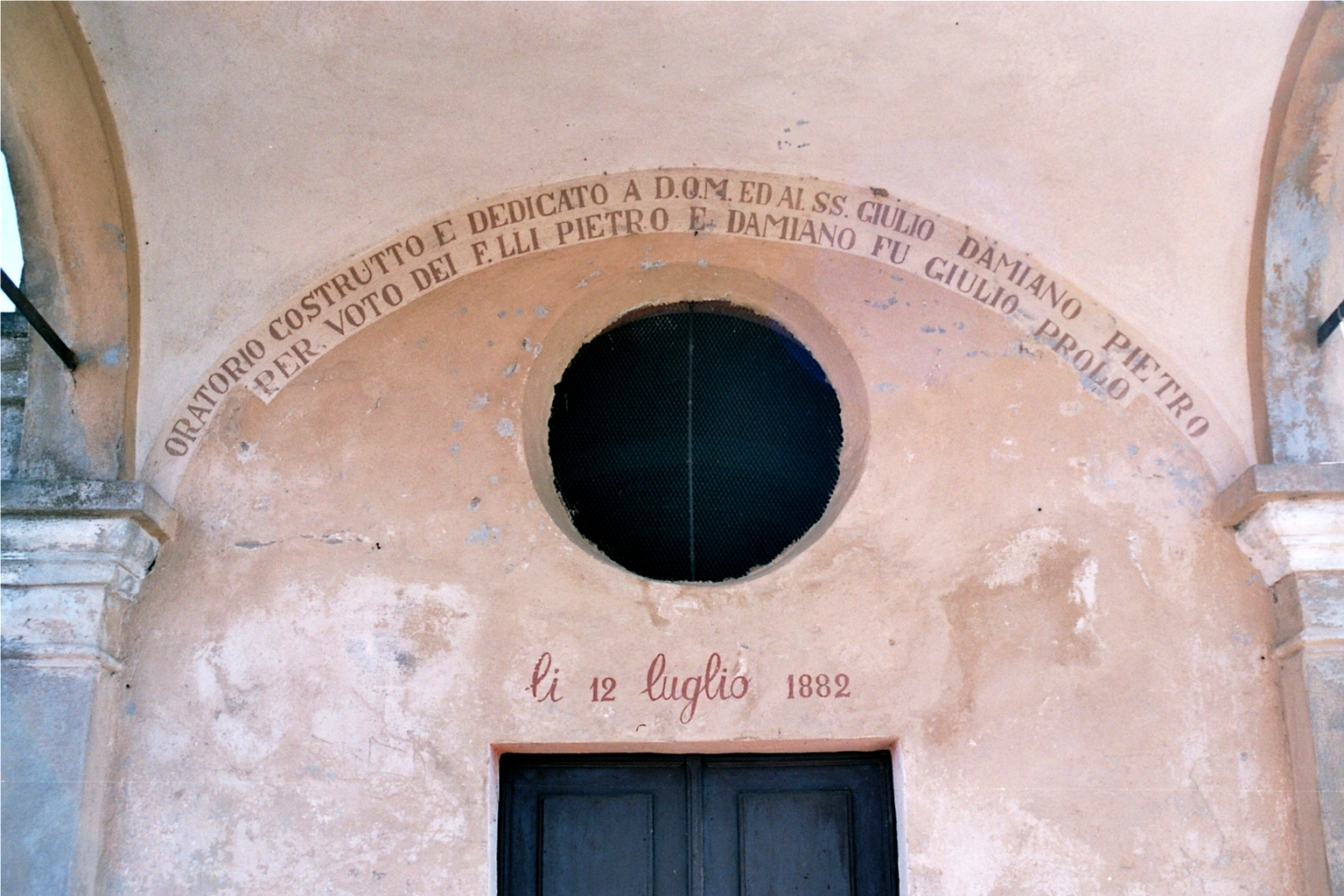
L'iscrizione dedicatoria.

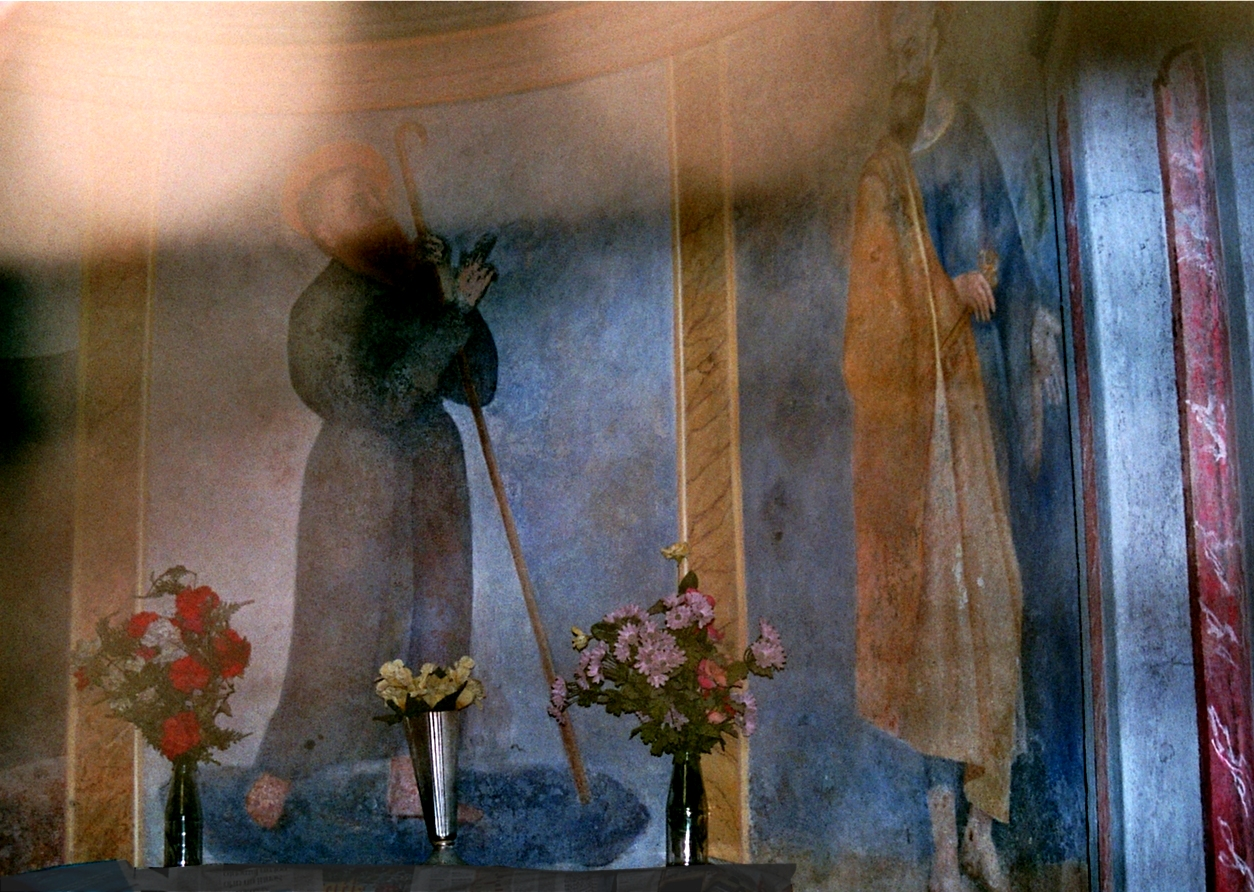
L'affresco absidale: San Giulio e, a destra, San Pietro

L'oratorio di San Giulio si trova in Via San Giulio a Fara Novarese. Si tratta di una piccola cappella quadrangolare absidata con portico antistante.

## Storia
Come testimonia l'iscrizione che corre all'interno del portico di facciata, l'oratorio venne eretto nel 1882 dalla famiglia Prolo per un voto. La cappella era stata dedicata a Dio Padre Onnipotente, ai santi Giulio, Pietro e Damiano.

## Arte
Sull'altare interno, vi è un affresco rappresentante San Giulio, vestito con una tunica verde ed appoggiato ad un bastone, nell'atto di attraversare le acque del Lago d'Orta sul suo pallio per raggiungere l'isola che prenderà il suo nome.
A sinistra, molto rovinato, è rappresentato San Damiano; a destra San Pietro, a piedi scalzi, con tunica gialla e chiave in mano. 
Nel catino absidale è affrescata una grande croce affiancata dal busto di Gesù Cristo benedicente. A sinistra è rappresentata una figura femminile, interpretabile come la Madonna o come una Santa. Alle estremità dell'abside sono ancora visibili due cherubini.